# 추밀

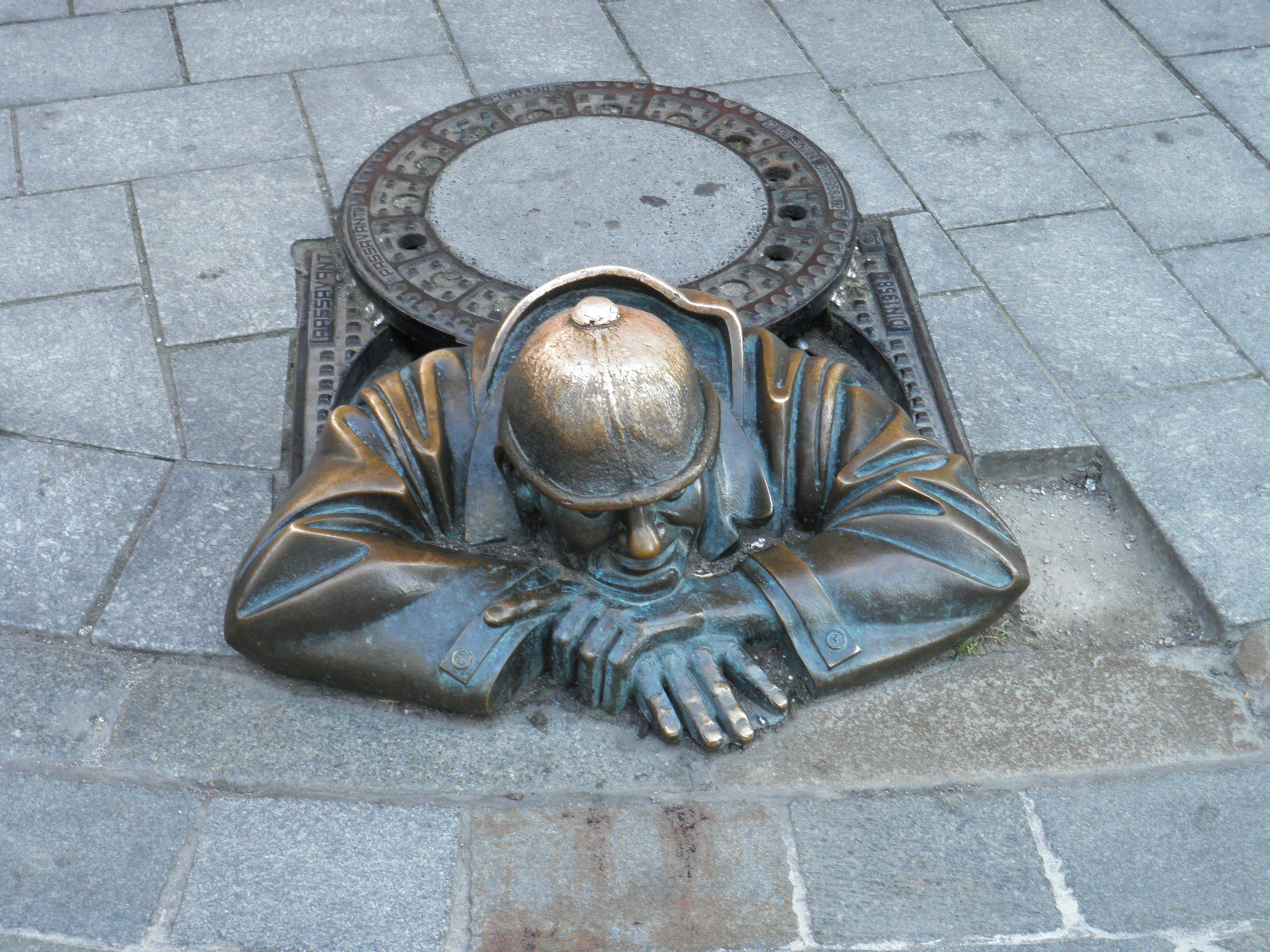
추밀

추밀(슬로바키아어: Čumil)은 슬로바키아 브라티슬라바에 있는 청동상이자 관광 명소다. 1997년 7월 26일에 공개되었으며 비크토르 훌리크가 만들었다. 맨홀에서 나오는 남자의 모습을 소재로 하고 있다.